# Mario Romoli
Mario Romoli (Firenze, 10 luglio 1908 – Firenze, 20 giugno 1978) è stato un pittore italiano.

## Biografia
Formatosi nella sua città, ebbe fin dai primi anni di attività riconoscimenti e premi, ottenendo a ventisette anni l'incarico di dipingere la Saletta Reale nella nuova stazione di Santa Maria Novella a Firenze (poi ristorante e oggi all'interno di un esercizio commerciale). Nel 1938 fu premiato alla biennale di Venezia.
La decorazione di edifici pubblici fiorentini fu una costante in tutta la sua attività, proseguita con alcuni pannelli nel Caffè Torricelli in via Panzani (1937, non più in loco), la facciata della Mostra dell'Artigianato (1938), gli affreschi nella ricostruita filiale della Banca Toscana in via Por Santa Maria (1952), i disegni per l'atrio della Camera di Commercio (1953), l'affresco monumentale della Vita di Firenze nei secoli  in piazza della Calza (1953-1954), la decorazione della sede della Banca del Vecchio in via dei Banchi (1973).
Negli anni quaranta lavorò per il ministero della Marina, in tutte le mostre organizzate in Italia, in Albania e sulle navi da guerra. 
Negli anni cinquanta e sessanta ricevette numerosi premi e incarichi per spazi pubblici. Oltre a quelli già citati a Firenze, affrescò a Pisa il salone dell'aeroporto di San Giusto (1958), realizzò il graffito nell'atrio del nuovo palazzo del Genio Civile a Lucca (1962), i pannelli per il Caffè ristorante Doney in via Veneto a Roma (1965).